# Honda Urban SUV Concept
Honda Urban SUV Concept – prototyp małego SUV-a marki Honda zaprezentowany podczas salonu samochodowego w Detroit, stworzony na bazie miejskiego Jazza. Auto jest mniejsze i niżej pozycjonowane w palecie Hondy od Hondy CR-V.
Auto swoim wyglądem wpisuje się w najnowszą stylistykę aut marki Honda. Ostre linie, dynamiczne przetłoczenia, agresywny charakter, stromo opadający dach na myśl przypominający coupé. Model koncepcyjny prezentowany jest w takiej formie, że od razu mógłby wejść do produkcji. W wersji produkcyjnej pod nazwą Vezel do dilerów w USA ma trafić w 2014 roku. Pod maską pojazdu znaleźć się mają ekonomiczne silniki z technologią Earth Dreams, m.in. o pojemności 1,5 l i bezstopniowej skrzyni biegów.